# Alice Doesn't Live Here Anymore
Alice Doesn’t Live Here Anymore (bra: Alice Não Mora Mais Aqui; prt: Alice Já Não Mora Aqui) é um filme estadunidense de 1974, do gênero drama, dirigido por Martin Scorsese.

## Sinopse
Alice, após perder o marido em um acidente de caminhão, e com um filho para criar, precisa ganhar a vida. Inicialmente ela trabalha como cantora mas, ao se envolver com Ben Everhart, um homem casado e agressivo, precisa fugir da cidade, e vai trabalhar como garçonete em outra localidade. Lá ela conhece Flo, a amiga de que Alice precisava, e envolve-se com David, um fazendeiro divorciado.

## Elenco principal
- Ellen Burstyn.... Alice Hyatt
- Kris Kristofferson.... David
- Billy Green Bush.... Donald Hyatt
- Diane Ladd.... Flo
- Lelia Goldoni.... Bea
- Harvey Keitel.... Ben Eberhart
- Lane Bradbury.... Rita Eberhart
- Alfred Lutter III.... Tommy
- Vic Tayback.... Mel
- Jodie Foster.... Audrey
- Valerie Curtin.... Vera
- Murray Moston.... Jacobs

## Principais prêmios e indicações
Oscar 1974 (Estados Unidos)
- Venceu na categoria de melhor atriz (Ellen Burstyn).
- Indicado nas categorias de melhor atriz coadjuvante (Diane Ladd) e melhor roteiro original.

BAFTA 1976 (Reino Unido)
- Venceu nas categorias de melhor atriz (Ellen Burstyn), melhor filme, melhor roteiro e melhor atriz coadjuvante (Diane Ladd).
- Indicado nas categorias de melhor direção, melhor ator estreante (Alfred Lutter III) e melhor atriz coadjuvante (Lelia Goldoni).

Festival de Cannes 1975 (França)
- O filme foi indicado à Palma de Ouro.

Globo de Ouro 1975 (Estados Unidos)
- Indicado nas categorias de melhor atriz de cinema - drama (Ellen Burstyn) e melhor atriz coadjuvante de cinema (Diane Ladd).